# Provincia Canada
Provincia Canada sau Provincia Unită a Canadei a fost o colonie britanică în America de Nord între 1841 și 1867. Formarea sa a reflectat recomandările făcute de John Lambton, Earl de Durham în Raport privind situația din America de Nord Britanică, raport efectuat după Revoltele din 1837.
Provincia Canada a încetat să mai existe după Confederația Canadiană de la 1 iulie 1867, când a fost reîmpărțită în provinciile canadiene Ontario și Quebec.

## Istorie
Înainte de 1841, teritoriul care corespunea în mare sudului provinciei Ontario din Canada aparținea coloniei britanice Provincia Canada Superioară, în vreme ce porțiunea sudică a Quebecului și a regiunii Labrador din actuala provincie Newfoundland și Labrador aparținea coloniei Provincia Canada Inferioară (până în 1809, când a fost transferată Newfoundlandului). Canada Superioară era în principal anglofonă, pe când Canada Inferioară era francofonă. Legea Unirii, adoptată la 23 iulie 1840 de către parlamentul britanic și proclamată de către Coroană la 10 februarie 1841, a unit cele două colonii, abolind legislativele Canadei Superioare și Inferioare și înlocuindu-le cu o singură adunare legislativă.
Deși acest nou legislativ a păstrat reprezentare egală pentru cele două foste colonii, natura democratică a alegerilor din Canada Inferioară era profund defectuoasă. Deși francofonii erau majoritari în Canada Inferioară, puterea era preponderent concentrată în mâinile minorității anglofone care exploata faptul că votul nu era secret în sensul intimidării alegătorilor.
Zona anterior aparținând Canadei Superioare a fost denumită „Canada Vest”, iar zona ce formase Canada Inferioară a fost denumită „Canada Est”. Provincia Canada a încetat să mai existe odată cu proclamarea la 1 iulie 1867 a Legii Americii de Nord Britanice, adoptată de parlamentul britanic.

## Capitale
Poziția capitalei Provinciei Canada s-a schimbat de șase ori de-a lungul istoriei sale de 26 de ani. Prima capitală a fost la Kingston. Capitala s-a mutat apoi de la Montreal la Toronto în 1849 după ce protestele stârnite de un șir de articole incendiare publicate în The Gazette, îndreptate împotriva Legii Daunelor din timpul Revoltelor, s-au soldat cu incendierea clădirii parlamentului din Montreal. În 1857, regina Victoria a ales Ottawa drept capitală permanentă a Provinciei Canada, inițiind construirea primei clădiri a parlamentului Canadian, pe Dealul Parlamentului. Prima etapă a construcției a fost încheiată în 1865, la timp pentru a găzdui ultima sesiune a ultimului parlament al Provinciei Canada dinaintea Confederației.

## Guvern responsabil
Legea Unirii nu stipula principiul responsabilității guvernamentale (răspunderea guvernului în fața legislativului ales); de fapt, guvernatorul general al provinciei avea dreptul stipulat explicit de a respinge orice lege adoptată de adunarea aleasă.
În 1848 însă, guvernatorul general James Bruce, earl de Elgin, a numit un cabinet nominalizat de partidul majoritar din Adunarea Legislativă, respectiv coaliția Baldwin-Lafontaine care câștigase alegerile în ianuarie. Lord Elgin a respectat principiul responsabilității guvernamentale nerespingând Legea Daunelor din timpul Revoltelor, foarte nepopulară în rândul conservatorilor anglofoni susținători ai guvernării imperiale în locul celei majoritare.

## Blocaj legislativ
Cum Canada Est și Canada Vest dețineau fiecare câte 42 de locuri în adunarea legislativă, a intervenit un blocaj legislativ între englezi (în principal din Canada Vest) și francezi (în principal din Canada Est). La început, majoritatea provinciei era formată din francezi, care cereau reprezentare proporțională, anglofonii opunându-se. După ce populația engleză a crescut rapid prin imigrație și a depășit-o pe cea franceză, englezii au fost cei care au cerut reprezentare proporțională. În final, blocajul legislativ a dus la o mișcare pentru formarea unei uniuni federale ce s-a soldat cu Confederația Canadiană din 1867.

## Realizări
Printre realizările Provinciei Unite a Canadei se numără negocierea tratatului reciproc americano-canadian din 1854 semnat cu Statele Unite, construirea căii ferate Grand Trunk, îmbunătățirea sistemului de educație din Canada Vest prin reformele lui Egerton Ryerson, reinstituirea limbii franceze ca limbă oficială în legislativ și în instanțe, adoptarea Codului Civil al Canadei Inferioare în 1866, și abolirea sistemului seigneurial din Canada Est.
Reforma administrației locale din Canada Vest a fost o altă reformă reușită. La început, în Canada Vest administrația locală funcționa mai ales la nivel districtual, până în 1849, când s-a introdus un sistem pe bază de comitate. În 1841, s-au introdus consilii districtuale alese prin vot; până atunci, oficialii locali erau numiți de guvernator.
Explorarea Canadei de Vest și a Țării lui Rupert în perspectiva anexării și colonizării a fost o prioritate a politicienilor din Canada Vest în anii 1850, înainte de expediția Palliser și de expediția de explorare din bazinul Red River, condusă de Henry Youle Hind.